# Godfrey N. Hounsfield
Godfrey Newbold Hounsfield, född 28 augusti 1919 i Sutton-on-Trent, Nottinghamshire, England död 12 augusti 2004 i Kingston upon Thames i London, var en brittisk elektroingenjör som delade Nobelpriset i fysiologi eller medicin 1979 med Allan M Cormack för deras arbete med datortomografen, en teknik som används för att kunna se tre-dimensionella röntgenbilder. (28 August 1919 – 12 August 2004)
Hans namn är förevigat i Hounsfieldskalan, ett kvantitativt mått på radiodensitet som används för att utvärdera CT-skanningar. Skalan definieras i Hounsfieldenheter (HU), löpande från luft på −1000 HU, till vattnen på 0 HU, och upp till täta ben på +1000 HU eller mera.

## Biografi
Hounsfield var yngst av fem barn (två bröder, två systrar). Hans far, Thomas Hounsfield, var bonde från Beighton, South Yorkshire och släkt med de framstående familjerna Hounsfield och Newbold i Hackenthorpe Hall, hans mor var Blanche Dilcock. Som barn fascinerades han av de elektriska apparater och maskiner som hittades på föräldrarnas gård. Mellan elva och arton års ålder mixtrade han med sina egna elektriska inspelningsmaskiner, avfyrade sig från höstackar med sitt eget hemmagjorda glidflygplan. Han gick på Magnus Grammar School (nu Magnus Church of England School) i Newark-on-Trent och utmärkte sig i fysik och aritmetik.
Strax före andra världskriget gick han in i Royal Air Force som frivillig reservist där han lärde sig grunderna i elektronik och radar. Efter kriget gick han på Faraday House Electrical Engineering College i London och tog examen vid DFH (Diploma of Faraday House). Före tillkomsten av de flesta ingenjörsinstitutionerna på universiteten var Faraday House en specialiserad elektroteknikhögskola som tillhandahöll utbildning på universitetsnivå och kombinerade praktisk erfarenhet med teoretiska studier.
Hounsfield njöt av vandring och skidåkning. Han kom fram till idén till vad kom att vara CT-scanning under en vandring på landet. Han drog sig tillbaka från EMI 1986[20] och använde pengarna från sitt nobelpris till att bygga ett eget laboratorium i sitt hem.

## Vetenskaplig karriär
År 1949 började Hounsfield arbeta på EMI, Ltd. i Hayes, Middlesex, där han forskade om styrda vapensystem och radar. Han angav felaktigt detta årtal som 1951 när han skrev sin självbiografi som finns tillgänglig på nobelprisets webbplats. Det korrekta datumet är den 10 oktober 1949 enligt en biografi över Hounsfield. På EMI blev han intresserad av datorer och 1958 hjälpte han till att konstruera den första kommersiellt tillgängliga heltransistoriserade datorn tillverkad i Storbritannien: EMIDEC 1100. Kort därefter började han arbeta med CT-skannern på EMI. Han fortsatte att förbättra CT-skanningen och introducerade en helkroppsskanner 1975 och var seniorforskare (och efter sin pensionering 1984, konsult) till laboratorierna.
Under en utflykt i landet kom Hounsfield på idén att man kunde definiera vad som fanns i en låda genom att ta röntgenbilder i alla vinklar runt objektet. Han började sedan arbeta med att konstruera en dator som kunde ta indata från röntgenstrålar i olika vinklar för att skapa en bild av objektet i "segment". Att tillämpa denna idé på det medicinska området ledde till hans förslag om vad som nu kallas datortomografi. Vid den tiden var Hounsfield inte medveten om det arbete som Cormack hade gjort på den teoretiska matematiken för en sådan enhet. Hounsfield byggde en prototyp av en huvudskanner och testade den först på en bevarad mänsklig hjärna, sedan på en färsk kohjärna från en slaktares butik, och senare på sig själv. Den 1 oktober 1971 introducerades CT-skanning i medicinsk praxis med en framgångsrik skanning på en cerebral cysta-patient på Atkinson Morley Hospital i Wimbledon, London, Storbritannien. År 1975 byggde Hounsfield en helkroppsskanner.

## Utmärkelser och hedersbetygelser
År 1979 fick Hounsfield och Cormack Nobelpriset i fysiologi eller medicin.
Utöver detta fick Hounsfield. Han utnämndes till kommendör i Brittiska imperieorden 1976 och adlades 1981.
År 1974 fick han Wilhelm Exner-medaljen. och valdes till medlem i Royal Society (FRS) 1975. År 1976 fick han Golden Plate Award av American Academy of Achievement och tilldelades Howard N. Potts-medaljen 1977.